# Werner Funke (Chemiker)
Werner Funke (* 31. Juli 1928 in Stuttgart; † 17. Februar 2020 in Leonberg) war ein deutscher Chemiker.

## Leben
Funke absolvierte die Oberschule in Stuttgart-Feuerbach. Vor dem Ende des Zweiten Weltkriegs wurde er als Flakhelfer eingesetzt.
Als die Technischen Hochschule Stuttgart wiedereröffnet wurde, schrieb er sich dort für das Studium der Chemie ein und schloss mit dem Diplom (Diplomchemiker) ab. Anschließend forschte er im Stuttgarter Forschungsinstitut für Pigmente und Lacke – angeleitet von Karl Hamann – über Korrosionsschutzmittel, genauer Rostschutzinhibitoren. Die Arbeiten wurden als Dissertation anerkannt.
Nach der Promotion zum Dr. rer. nat. am 2. November 1956 an der Technischen Hochschule Stuttgart habilitierte er sich (1963) und wurde dort 1968 außerplanmäßiger Professor. Er war von 1956 bis 1995 Leiter des Lacklabors am Forschungsinstitut für Pigmente und Lacke e.V. (FPL) in Stuttgart und bis 1995 stellvertretender Vorsitzender der Fachgruppe Anstrichstoffe und Pigmente der Gesellschaft Deutscher Chemiker (
GDCh).
Für seine wissenschaftlichen Leistungen wurde er mit dem Roy W. Tess Award in Coatings der Division of Polymeric Materials Science and Engineering der American Chemical Society ausgezeichnet.

## Schriften (Auswahl)
- Vergleichende Untersuchungen über die Rostschutzwirkung organischer Inhibitoren. 1956, OCLC 720195846, zugleich Dissertation.
- mit Karl Hamann: Die Schutzwirkung organischer Inhibitoren in wässeriger Lösung gegenüber Eisen. Köln 1958, OCLC 441165866.
- mit Walter Kleinmann: Bestimmung des Gebrauchswertes von Lacken durch Anwendung physikalischer Prüfungsmethoden. Köln 1960, OCLC 73382302.
- mit Ulrich Zorll: Prüfung und Beurteilung von Methoden zur Bestimmung der Eigenschaften von Blechlackierungen. Köln 1969, OCLC 43935223.